# La Pòpia (Falset)
La Pòpia és una muntanya de 671 metres que es troba entre els municipis de Falset i Pradell de la Teixeta, a la comarca catalana del Priorat.